# Polytrichadelphus abriaquiae
Polytrichadelphus abriaquiae är en bladmossart som beskrevs av Georg Friedrich von Jaeger 1880. Polytrichadelphus abriaquiae ingår i släktet Polytrichadelphus och familjen Polytrichaceae. Inga underarter finns listade i Catalogue of Life.